# Babylon (ville, New York)
Pour les articles homonymes, voir Babylon.
Ne doit pas être confondu avec Babylon (New York).
Babylon est une ville (town) du comté de Suffolk, dans l'État de New York, aux États-Unis,. En 2020, elle compte une population de 218 223 habitants.

## Démographie
Lors du recensement de 2010, la ville comptait une population de 213 603 habitants, tandis qu'en 2020, elle est s'élève à 218 223 habitants.